# Лігула (миза)
Фортеця та миза Лігула (ест. Lihula, нім. Schloss Leal) — комплекс споруд у волості Лігула, що поблизу стародавньої дороги з Північної Естонії на Сааремаа, в ХІІ ст., а можливо, і раніше було засновано городище давніх естів. Ліхула, стала центром давнього Ляенеського повіту, в 1211 р. вона проголошена центром резиденції естляндського єпископа, але столицею Естонії вона все ж і не стала.
Війська шведського короля Йохана І, які захопили Лігулу в 1220 р., були розбиті мешканцями острова Сааремаа восени того ж року. В 1238-42 рр. Орден і тільки-но створено Сааре-Ляенеське єпископство побудували замість давнього городища свою кам’яну фортецю, неправильна форма якої копіювала давнє городище. Фортеця була першим центром єпископства до Вана-Пярну. До кінця середніх віків Ліхула залишалась невеличкою фортецею.
Фортеця перетворилась на руїни під час Лівонської війни після кількох жорстоких битв в 1563-81 рр. В 1630 р. король Швеції Густаф ІІ Адольф продав околиці Ліхула фельдмаршалу Оке Тотту, і колишня фортеця стала розвиватися як миза. В 1726 р. мизу придбала родина фон Ганів, в 1795 р. вона перейшла у володіння Карла Фрідриха фон Штакельберга. В 1812 р. миза перейшла до рук фон Вістенгаузенів, які спорудили між фортецею і дорогою представницький панський будинок в стилі класицизму. Пишний двоповерховий будинок з вальмовою кровлею, споруджений в 1824 р., прикрашено портиком з чотирма колонами. Від того часу збереглося і декілька господарських споруд.
Миза, яка перейшла у володіння Буксгеведенів в 1874 р., в 1919 р. була експроприйована. Після Другої світової війни в будинку мизи містилася контора радгоспу, а з 90-х років XX ст. в ньому знаходиться музей Ліхула. Руїни фортеці в 90-х роках було розкопано, законсервовано і зараз експонуються. Завдяки численним розкопкам Ліхула називають естонськими Помпеями, вона широко відома серед археологів і любителів давнини.

## Світлини миза

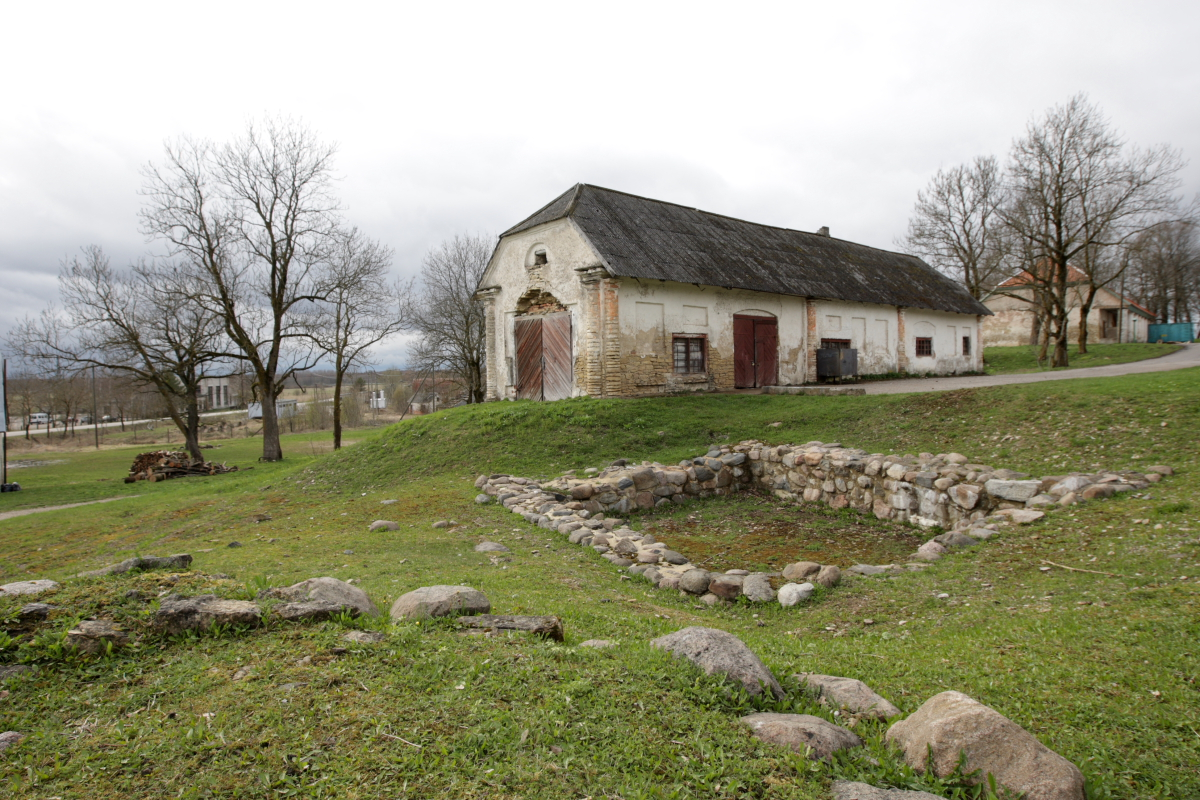
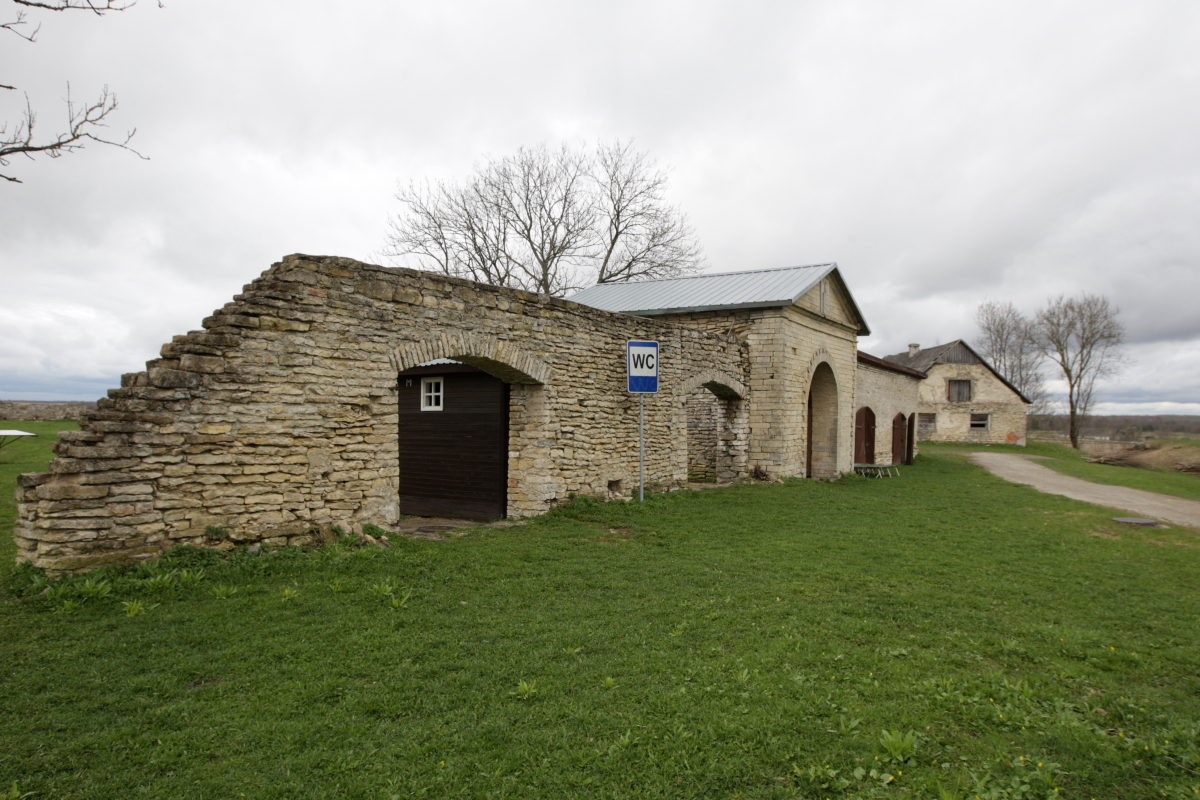

## Світлини фортеці

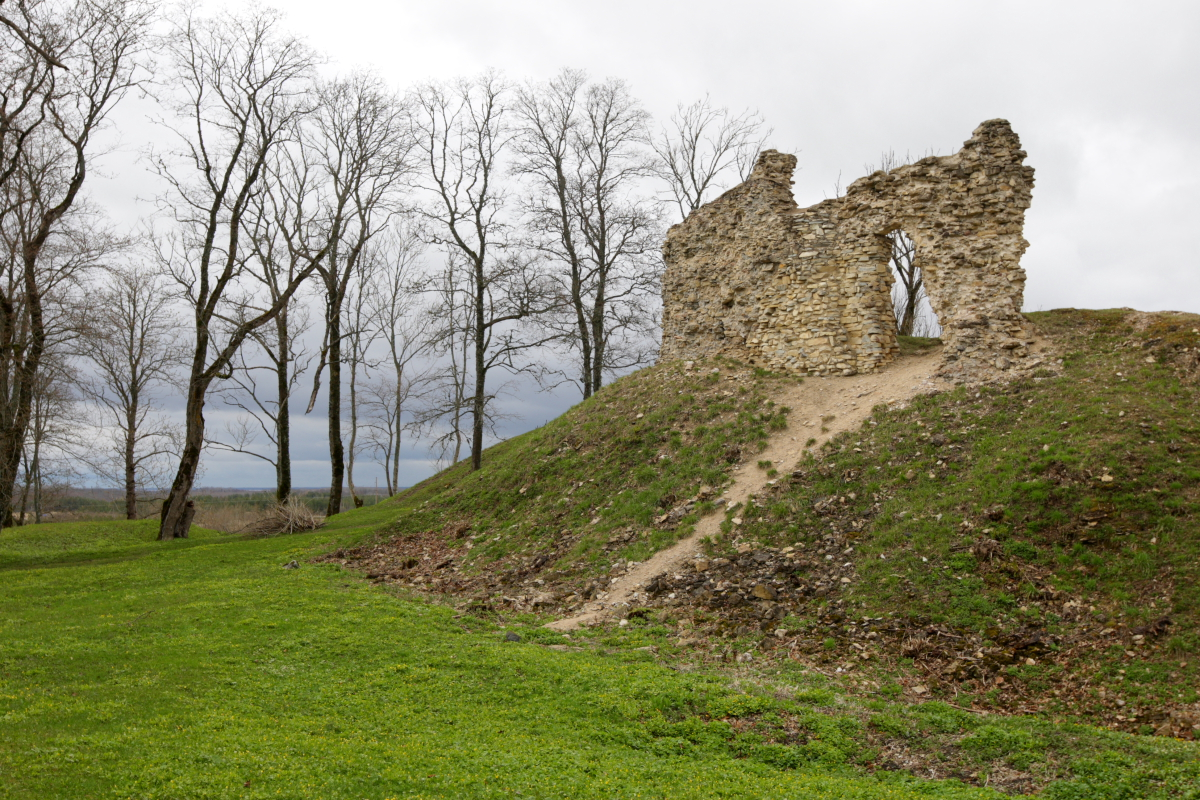
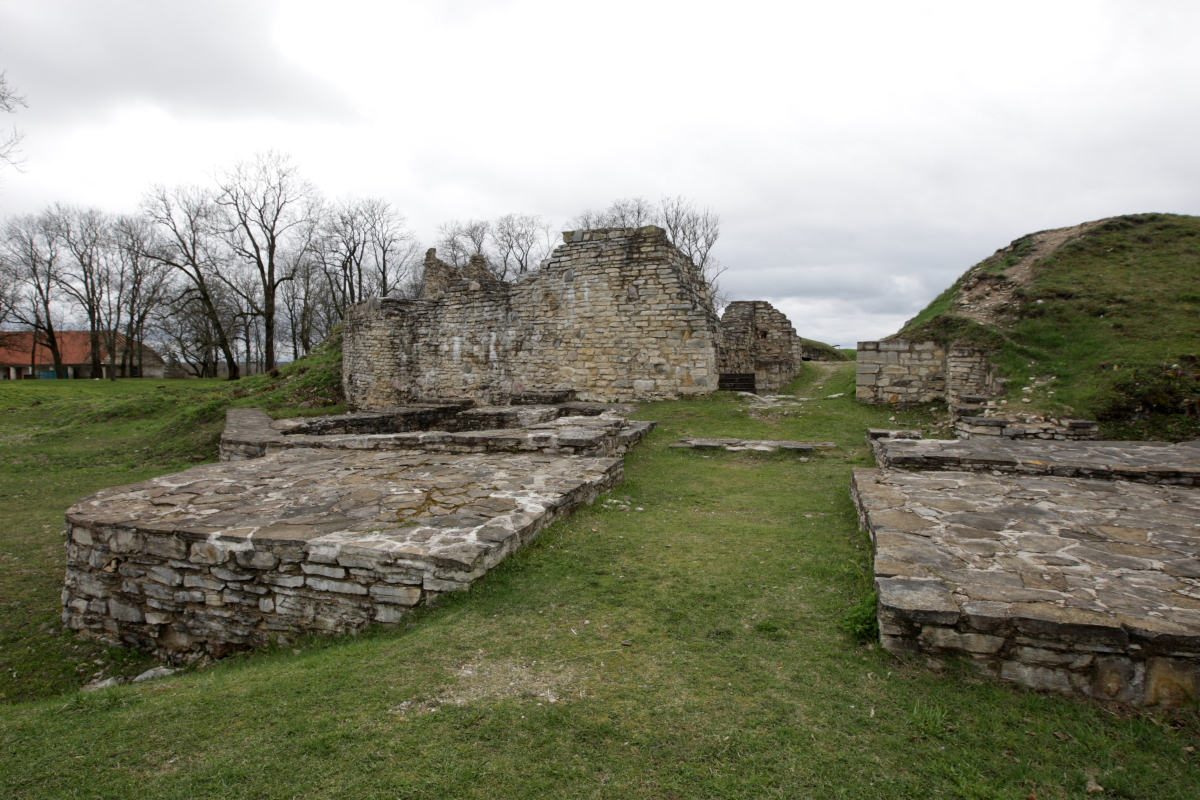
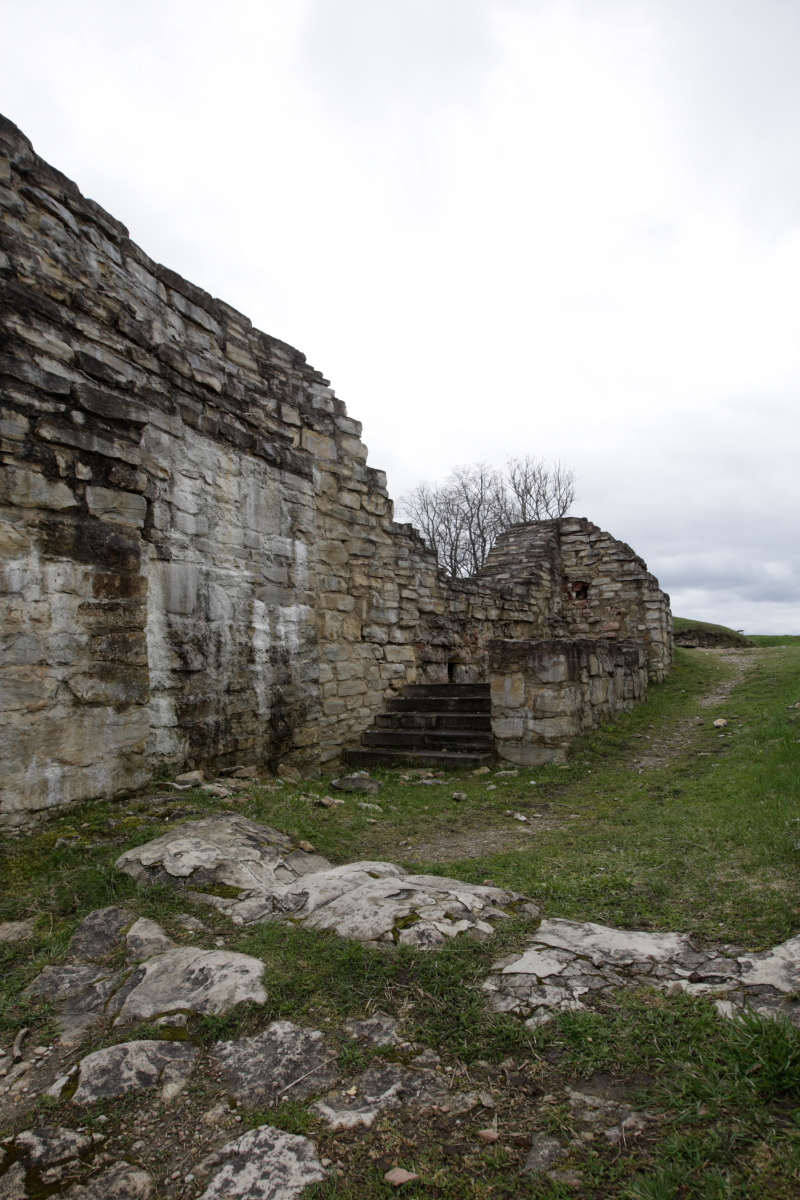
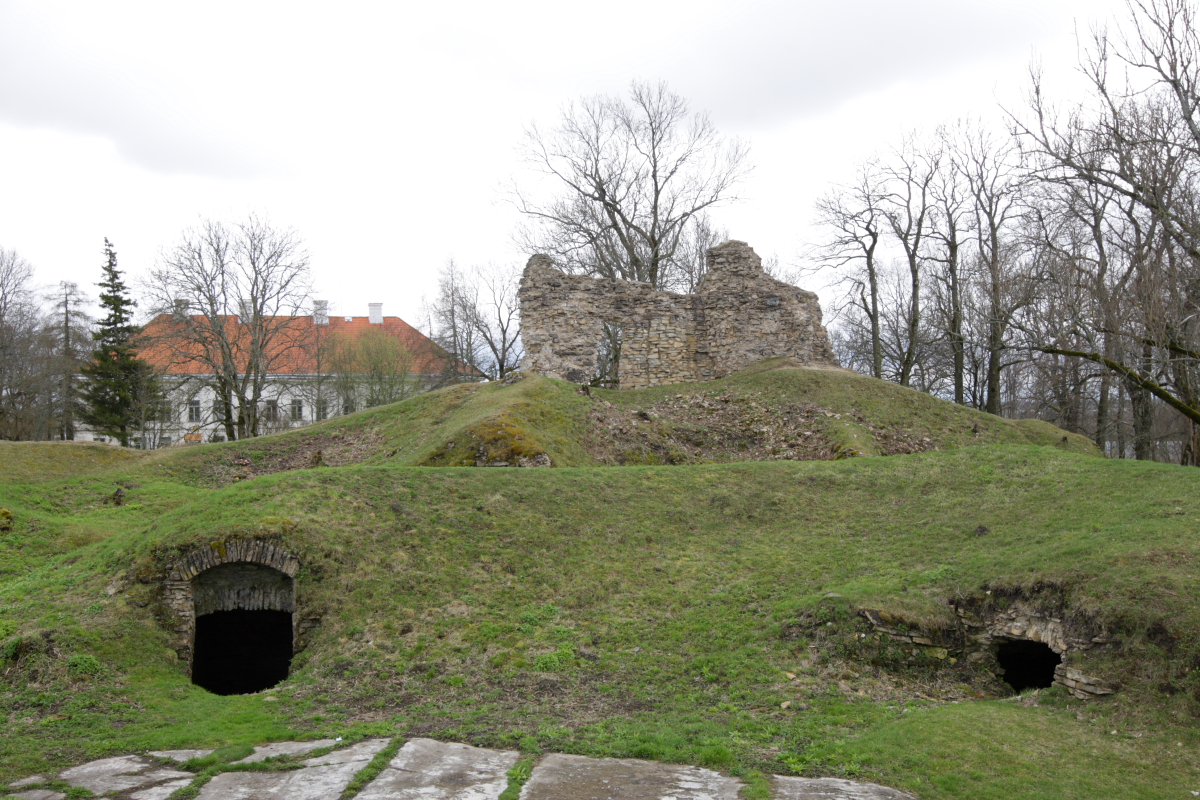

| замок | Це незавершена стаття про замок чи фортецю. Ви можете допомогти проєкту, виправивши або дописавши її. |